# Beórnidas
Los Beórnidas son una raza ficticia de hombres del legendarium del escritor británico Tolkien.
Los Beórnidas eran hombres emparentados con los Rohirrim y los Hombres de Valle. Descendían de los Edain o de sus parientes próximos, y por tanto hablaban una lengua estrechamente emparentada con el rohírrico, y más lejanamente con el adûnaico. Eran altos y fornidos y solían vivir en La Carroca o en zonas próximas. Solían lucir largas barbas y melenas greñudas, vestir con ropas bastas y combatir con hachas de leñador. Durante la Guerra del Anillo, mantuvieron el Paso Alto y el Vado de la Carroca libres de Orcos, a cambio de unos tributos. Algunos de ellos, como su líder Beorn, tenían el poder de transformarse en oso.
Tenían muy buena relación con los animales y no comían carne. Después de la Guerra del Anillo, a los Beórnidas y a los Hombres de los bosques se les dio la parte central de Eryn Lasgalen.
Los únicos Beórnidas que se nombran en los libros de Tolkien son Beorn y Grimbeorn.